# Монсумано Терме
Монсумано Терме (итал. Monsummano Terme) је насеље у Италији у округу Пистоја, региону Тоскана.
Према процени из 2011. у насељу је живело 12935 становника. Насеље се налази на надморској висини од 23 м.

## Становништво
Према резултатима пописа становништва 2011. у општини је живело 20.767 становника.
| 1936. | 1951. | 1961.  | 1971.  | 1981.  | 1991.  | 2001.  | 2011.  |
| ----- | ----- | ------ | ------ | ------ | ------ | ------ | ------ |
| 9.314 | 9.708 | 11.636 | 14.495 | 17.082 | 18.228 | 19.906 | 20.767 |

## Партнерски градови
- Десен Шарпје